# Bregnemos
Bregnemos (Thuidium) er en slægt med op mod 100 arter, som er udbredt over hele verden undtagen de polare egne. Det er matgrønne, oprette og tæt forgrenede, stedsegrønne stauder, der ofte danner store tæpper hen over voksestedet. Stænglerne er krybende til opstigende og 2-3 fjerdelte. Bladagtige udvækster på stænglerne er meget almindelige. Bladene på hovedskuddet er  ovale, spidse og foldede ved bladfoden. Bladranden er takket af vorter ved basis, mens den er takket længere ud mod spidsen. Blade på sideskud er ofte meget lig dem på hovedskuddet, blot en smule kortere. Bladene på sideskuds sideskud er betydeligt mindre, konkave og spidse med opadbøjede kanter. Stilken, der bærer sporehuset,er lang og oftest glat. Sporehuset er cylindrisk, men bøjet, så det hælder næsten ned i vandret.
| Beskrevne arter |

- Pryd-Bregnemos (Thuidium tamariscinum)
- Thuidium allenii
- Thuidium delicatulum
- Thuidium philibertii
- Thuidium recognitum

| Andre arter |

- Thuidium aculeoserratum
- Thuidium allenii
- Thuidium alvarezianum
- Thuidium assimile
- Thuidium blepharophyllum
- Thuidium brachypyxis
- Thuidium brasiliense
- Thuidium breviacuminatum
- Thuidium brevisetum
- Thuidium carantae
- Thuidium chacoanum
- Thuidium ciliarifolium
- Thuidium contortulum
- Thuidium crenulatum
- Thuidium cylindrella
- Thuidium cymbifolium
- Thuidium delicatulum
- Thuidium djuriense
- Thuidium dodabettense
- Thuidium erosifolium
- Thuidium fuscatum
- Thuidium glaucinoides
- Thuidium granulatum
- Thuidium haplohymenium
- Thuidium hattorii

- Thuidium hawaiense
- Thuidium hyalopilum
- Thuidium hygrophilum
- Thuidium inconspicuum
- Thuidium kanedae
- Thuidium laeviusculum
- Thuidium latopulvinatum
- Thuidium ligulifolium
- Thuidium loricalycinum
- Thuidium magnisporum
- Thuidium matarumense
- Thuidium mattogrossense
- Thuidium molkenboeri
- Thuidium occultirete
- Thuidium ochraceum
- Thuidium paraguense
- Thuidium patrum
- Thuidium perscissum
- Thuidium peruvianum
- Thuidium philibertii
- Thuidium pinnatulum
- Thuidium plicatum
- Thuidium plumulosum
- Thuidium poeppigii

- Thuidium pristocalyx
- Thuidium pseudodelicatulum
- Thuidium pseudoprotensum
- Thuidium pulvinatulum
- Thuidium purpureum
- Thuidium pusillum
- Thuidium quadrifarium
- Thuidium ramosissimum
- Thuidium raphidostegum
- Thuidium recognitum
- Thuidium samoanum
- Thuidium serricola
- Thuidium subglaucinum
- Thuidium subgranulatum
- Thuidium submicropteris
- Thuidium subpinnatum
- Thuidium subtamariscinum
- Thuidium tahitense
- Thuidium tamariscinum
- Thuidium tomentosum
- Thuidium torrentium
- Thuidium urceolatum
- Thuidium watanabei
- Thuidium yungarum